# 日本国際フォーラム
公益財団法人日本国際フォーラム（にほんこくさいフォーラム、The Japan Forum on International Relations, JFIR）は、日本の民間・非営利の外交問題・国際関係に関する、会員制の手弁当参加型シンクタンクである。ウェブサイトで『e-論壇 百花斉放』を展開している。

## 概要

### 組織
- 代表理事・理事長：渡邊まゆ
- 理事：神谷万丈（副理事長）、田久保忠衛、半田晴久、伊藤剛、渡邊啓貴、伊藤将憲、伊藤和歌子、菊池誉名、高畑洋平、河合正弘
- 監事： 坂井一臣、渡部賢一
- 評議員： 有馬龍夫、石川洋、大宅映子、兼原信克、城内実、畔柳信雄、坂本正弘、佐藤謙、袴田茂樹、廣野良吉、渡辺利夫など
- 顧問： 石井直、ほか7名
- 最高参与： 田中明彦

（2024年4月現在）
財源
2016年度末時点の基本財産が2億7千万円である。

### 会員制度
日本国際フォーラムは、その趣旨に賛同する会員の参加と貢献によって維持されている。会員には「法人正会員」「法人準会員」「個人正会員」「個人準会員」の4種類があり、それぞれ個別に入会・参加資格が設けられている。

### 沿革
- 1987年  03月12日 - 倉成正外務大臣の臨席を得て、設立発起人会を開催し、大来佐武郎会長、服部一郎理事長、伊藤憲一専務理事を選任
04月28日 - 外務大臣より財団法人設立を許可される　0
05月26日 - 服部理事長急逝。伊藤専務理事、理事長代行に就任
- 1990年  04月03日 - 第4回理事会開催、伊藤憲一理事長を選任
- 1992年  03月12日 - 設立5周年記念国際シンポジウム「新世界秩序と日本の役割」を開催
- 1993年  02月09日 - 大来佐武郎会長、逝去
- 1994年  02月28日 - 第12回理事会開催、今井敬会長を選任
- 1997年  07月11日 - 設立10周年記念シンポジウム「21世紀世界における日本の役割」および記念レセプションを開催
- 2002年  01月24日 - 設立15周年記念シンポジウム「海洋国家日本：文明とその戦略」を開催
- 2003年  08月12日 - 日本政府より「東アジア・シンクタンク・ネットワーク (NEAT)」および「東アジア・フォーラム (EAF)」の「日本側国内調整窓口」に指定される[要出典]
- 2007年  03月12日 - 麻生太郎外務大臣の臨席[4]を得て、設立20周年祝賀夕食会を開催00
- 2009年  06月01日 - 半田晴久、平林博が理事に就任
- 2010年　3月31日 - 伊藤憲一、半田晴久、平林博、今井敬、田久保忠衛を除く全役員22人が退任
- 2011年  03月28日 - 公益財団法人に認定され（内閣府）、翌月1日に「公益財団法人日本国際フォーラム」に移行登記
- 2017年　11月1日 ‐ 設立30周年記念シンポジウム「パワー・トランジション時代の日本の総合外交戦略」を開催
- 2018年6月1日『JFIR WORLD REVIEW』創刊（年2回刊行。現在に至る）
- 2019年6月3日 第27回理事会にて、渡辺繭理事長を選任
- 2019年7月10日-12日 EAF第17回年次総会をホストとして主催（小田原）
- 2019年8月22日-23日 NEAT第17回年次総会をホストとして主催（東京）
- 2019年10月16日 「世界の深層」活動開始（現在に至る）
- 2019年12月17日 NTCT第4回年次総会をホストとして主催（東京）
- 2020年4月8日 大型研究事業「多元的グローバリズム時代の日本の総合外交戦略」活動開始（現在に至る）00

## 活動
以下の７つの柱からなる活動を行っている。
- 政策提言
- 公開討論
- 調査研究
- 国際交流
- 国際枠組
- 情報収集（国際政経懇話会・外交円卓懇談会）
- 広報啓発

## 姉妹団体
日本国際フォーラム(JFIR)の傘下に以下の二つの名称団体がある。
- 東アジア共同体評議会 (CEAC) - 2004年5月に設立、伊藤憲一が名誉会長を務める[6]。
- グローバル・フォーラム (GFJ) - 1982年9月に設立、伊藤憲一が代表世話人を務める[7]。